# Cuartel Primero
Cuartel Primero är en ort i Mexiko.   Den ligger i kommunen Naranjal och delstaten Veracruz, i den sydöstra delen av landet, 240 km öster om huvudstaden Mexico City. Cuartel Primero ligger 750 meter över havet och antalet invånare är 132.
Terrängen runt Cuartel Primero är varierad. Runt Cuartel Primero är det ganska tätbefolkat, med 100 invånare per kvadratkilometer. Närmaste större samhälle är Córdoba, 8,7 km nordost om Cuartel Primero. I omgivningarna runt Cuartel Primero växer i huvudsak städsegrön lövskog.